# La Bocana Nueva
La Bocana Nueva es un caserío peruano ubicado en el distrito de Vichayal, perteneciente a la provincia de Paita del departamento de Piura, al norte del Perú. 

## Ubicación
La Bocana Nueva se ubica al noroeste de la provincia de Paita, en el distrito de Vichayal, en el departamento de Piura. 

## Demografía
En 2017 La Bocana Nueva tenía una población de 117 habitantes.
| Gráfica de evolución demográfica de La Bocana Nueva entre 1993 y 2017 |
|                                                                       |
| Fuentes: Población 1993 y 2017                                        |